# Nord-Chorasan
Nord-Chorasan (persisch خراسان شمالی) ist eine Provinz im Nordosten Irans an der Grenze zu Turkmenistan. Die Hauptstadt ist Bodschnurd.
In der Provinz leben 863.092 Menschen (Volkszählung 2016). Die Fläche der Provinz erstreckt sich auf 28.434 Quadratkilometer. Die Bevölkerungsdichte beträgt 30 Einwohner pro Quadratkilometer.
Die Bevölkerung besteht zu 46 % aus Kurden, 28 % aus Persern, 21 % Chorasan-Türken, 3 % Turkmenen und 2 % aus sonstigen Bevölkerungsgruppen.

## Geschichte
Die Provinz war bis 2004 Bestandteil der ehemaligen Provinz Chorasan.

## Verwaltungsgliederung

Landkreise

Nord-Chorasan gliedert sich in acht Landkreise:
- Bodschnurd
- Esfarayen
- Faroj
- Germeh
- Jajrom
- Maneh-o-Samalqan
- Raz-o-Jargalan
- Schirvan

## Sehenswürdigkeiten
Die Iranische Kulturerbe-Organisation (ICHO) verzeichnet in den drei Provinzen von Chorasan 1.179 Orte von historischer und kultureller Bedeutung. In Nord-Chorasan zählen unter anderem folgende Orte dazu:
- Naturschutzgebiet Sari Gol
- Alte Schlösser Hasanabad, Ghaisar und Solak
- Höhlen von Noschirwan und Ebadatgah
- Schloss Faghatdezh
- Grab von Scheich Ali Esfarayeni
- Naturschutzgebiet Salug
- Mineralwasserquellen Besch Ghardasch („Fünf Brüder“) und Baba-Aman
- Höhlen von Bidag, Konegarm, Kondschekuh und Seyed Sadegh
- Spiegelhaus Mofacham, gebaut in der Kadscharen-Ära
- Mausoleum Baba Tavakol
- Imamzade Sultan Seyed Abbas

## Hochschulen
- Islamische Azad-Universität von Bodschnurd
- Islamische Azad-Universität von Schirawan